# FK Zemun
FK Zemun – serbski klub piłkarski z belgradzkiej dzielnicy Zemun, założony w roku 1946. Obecnie klub występuje w Prva liga Srbije.

## Europejskie puchary
Legenda do wszystkich tabel:
- Q – runda eliminacyjna, 1/16, 1/8, 1/4, 1/2 – odpowiednia faza rozgrywek, Grupa – runda grupowa, 1r gr – pierwsza runda grupowa, 2r gr – druga runda grupowa, F – finał, R – runda, PO – play-off
- k. – rzuty karne, los. – losowanie, Dogr. – dogrywka, w. – zasada bramek strzelonych na wyjeździe

| Sezon | Rozgrywki        | Runda    | Przeciwnik         | Dom | Wyjazd | Ogólnie    |
| ----- | ---------------- | -------- | ------------------ | --- | ------ | ---------- |
| 1996  | Puchar Intertoto | Grupa 12 | Guingamp           |     | 0–1    | 2. miejsce |
| 1996  | Puchar Intertoto | Grupa 12 | Jaro               | 3–2 |        | 2. miejsce |
| 1996  | Puchar Intertoto | Grupa 12 | Dinamo Bukareszt   | 2–1 |        | 2. miejsce |
| 1996  | Puchar Intertoto | Grupa 12 | Kolcheti-1913 Poti |     | 3–2    | 2. miejsce |